# Primavera (Millet)
Primavera è un dipinto cm 86x111 cm) realizzato tra il 1868 ed il 1876 dal pittore Jean-François Millet. È conservato nel Museo d'Orsay di Parigi.
È il primo di un ciclo di dipinti sulle quattro stagioni, commissionati nel 1868 dal collezionista Frédéric Hartmann. I quattro dipinti oggi sono conservati in musei differenti:
- L'Estate è al Museum of Fine Arts di Boston;
- L'Autunno è al Metropolitan Museum of Art di New York;
- L'Inverno (incompiuto) è al National Museum and Gallery di Cardiff.

La rappresentazione del paesaggio presenta quella modalità lirica che caratterizzava la pittura dell'artista, influenzata dall'opera di John Constable e soprattutto dell'olandese Jacob van Ruysdael.